# 주메이라 에미리트 오피스 타워
주메이라 에미리트 오피스 타워(Jumeirah Emirates Office Tower), 다른 말로 에미리트 타워 원(Emirate Tower One)이라고 불리는 건물은 아랍 에미리트 두바이 시에 있는 54층짜리 오피스 빌딩이다. 바로 옆에 56층짜리 주메이라 에미리트 타워즈 호텔와는 소매 상가를 통해 연결된다. 이 둘을 함께 일컬어 보통 에미리트 타워즈 콤플렉스라고 한다.
건축 구조물 높이는 311m이다. 현재 세계에서 완전히 주거 가능한 마천루들 중 12번째로 높다.. 에미리츠 오피스 타워 원은 주메이라 에미리츠 타워즈 호텔보다 층 수가 2층 적지만, 높이는 더 높다. 이 건물은 1999년 11월 완공되었다.

## 상세
노르 그룹 콘설턴트 인터내셔널 유한회사(Norr Group Consultants Int. Ltd.)의 헤이젤 W.S 웡 노르(Hazel W.S. Wong Norr)가 디자인하였다. 1996년 착공되어 1999년 11월 완공되었다.
주로 사무실로서 쓰인다. 연면적은 약 10만 제곱 미터이다. 엘리베이터의 개수는 17개이다. 2층짜리 상가인 더 벌바드(The Boulevard)를 통해 주메이라 에미리트 타워즈 호텔과 연결된다.

## 같이 보기
- 주메이라 에미리트 타워즈 호텔
- 마천루 목록
- 두바이의 마천루 목록